# Scaphyglottis condorana
Scaphyglottis condorana är en orkidéart som beskrevs av Dodson. Scaphyglottis condorana ingår i släktet Scaphyglottis och familjen orkidéer. Inga underarter finns listade i Catalogue of Life.